# Beckiella fratercula
Beckiella fratercula är en kvalsterart som beskrevs av Balogh och Sandór Mahunka 1978. Beckiella fratercula ingår i släktet Beckiella och familjen Dampfiellidae. Inga underarter finns listade.